# Carmen Silva Rojas
Carmen Silva Rojas (Santiago, 30 de mayo de 1929-Ibidem, 9 de junio de 2008) fue una pintora y dibujante chilena. Galardonada en 1994, con el Premio Anual de la Crítica especializada de Valparaíso. Como presidenta de la Corporación Cultural y de Desarrollo del Barrio Bellavista de Santiago fomentó el desarrollo artístico que le cambió la imagen a ese sector de Santiago. Vivió su exilio de la dictadura militar de Augusto Pinochet en Ecuador, donde creó el Comité de Solidaridad con Chile, y dirigió el periódico antifascista Alerta. Integró la primera generación del Taller 99, creado por Nemesio Antúnez para formar grabadores en el país, junto a artistas como Roser Bru y Delia del Carril.

## Biografía
Nació el 30 de mayo de 1929. Sus padres fueron Jorge Silva y Elena Rojas. Tuvo dos hermanas: María Elena y María Consuelo. A corta edad, su madre murió a causa de la tuberculosis, enfermedad aún peligrosa en esa época que marcó su niñez. 
Durante su formación artística tuvo clases de dibujo y pintura con el maestro norteamericano André Racz y con el luego reconocido Nemesio Antúnez. 
En 1954 viajó a París, donde se encontró con Roberto Matta quien la puso en contacto con la intelectualidad parisina de la época. Continuó sus estudios en París con Bernard Buffet y con el maestro grabador William Hayter. Además estudiará Metodología de enseñanza del Dibujo con Sewel Sillman.  
En 1960 logró ganar una beca como Artist in Residence en el City College de New York. Se casó con Tom Daskam. A su regreso a Chile, ejerció como pintora y profesora del Instituto Cultural de Las Condes y de la Universidad Católica a cargo de las cátedras de Pintura y Dibujo desde 1961. 
En 1971 volvió a Estados Unidos a dictar cursos de Dibujo en el City College de Nueva York, tuvo una activa vida como militante socialista.
En 1973 el golpe de Estado del general Pinochet la obligó a exiliarse en Ecuador, donde permaneció hasta 1986. En su exilio trabajó como profesora de la Escuela de Artes de la Universidad Central, ampliando su labor al área del diseño, el teatro popular y el video. Se dedicó a la lucha contra el régimen militar chileno, difundiendo las atrocidades que se estaban cometiendo en Chile, y a organizar acciones de solidaridad. Junto a Manuel Agustín Aguirre, fundó el Comité de Solidaridad con Chile, y dirigió la edición del periódico Alerta, tomando la dirección de una parte del Partido Socialista de Chile en Ecuador.

## Retorno a Chile
Regresa a Chile en 1986 retomando sus antiguas actividades y volviendo a su desempeño como artista. En 1994 fue galardonada con el Premio Anual de la Crítica especializada de Valparaíso. También complementó su vocación social, realizando talleres interdisciplinarios de teatro, fotografía, video, pintura, música y danza en poblaciones de escasos recursos.
Asumió como presidenta de la Corporación Cultural y de Desarrollo del barrio Bellavista de Santiago, impulsando diversas iniciativas artísticas que transformarán el paisaje urbano de este sector, uno de los más tradicionales de la ciudad.

## Premios y distinciones
- 1956 Tercer Premio en la Sección Dibujo y Grabado del LXVII Salón Oficial de Artes Plásticas, Santiago, Chile.
- 1957 Mención Honrosa en Pintura, LXVIII Salón Oficial, Santiago, Chile.
- 1993 Premio del Círculo de Críticos de Valparaíso, Chile.

## Exposiciones individuales
- 1954 Instituto Chileno-Francés de Cultura, Santiago, Chile.
- 1955 Instituto Chileno-Británico, Santiago, Chile.
- 1956 Galería Carmen Waugh, Santiago, Chile.
- 1961 Dibujos y grabados, APECH, Santiago, Chile.
- 1962 Galería Carmen Waugh, Santiago, Chile.
- 1964 Museo de Arte Moderno, Río de Janeiro, Brasil.
- 1966 Sala de Exposiciones de la Universidad de Chile, Santiago, Chile.
- 1967 Burgos Gallery, New York, Estados Unidos.
- 1967 Art Gallery, New York, Estados Unidos.
- 1967 City College, New York, Estados Unidos.
- 1967 Mackenzie Gallery, Los Angeles Estados Unidos.
- 1970 Pinturas de Carmen Silva, Instituto Cultural de Las Condes, Santiago, Chile.
- 1986 La Galería, Quito, Ecuador.
- 1988 Aquí estoy, galería Época, Santiago, Chile.
- 1991 Galería Modigliani, Viña del Mar, Chile.
- 1992 Carmen Silva en retrospectiva. Corporación Cultural de Las Condes, Santiago, Chile.
- 1993 Y volver, volver, volver, galería Modigliani, Viña del Mar, Chile.
- 1994 Casa de la Cultura de Recoleta, Santiago, Chile.
- 1995 Casa de la Cultura, Quito, Ecuador.
- 1996 Ministerio de Educación de Brasil, Brasilia.
- 1997 Galería Modigliani, Viña del Mar, Chile.
- 1997 Maestra-Vida, Sala Viña del Mar, Chile.
- 1997 Géminis, Museo Nacional de Bellas Artes, Santiago, Chile.
- 2004 Carmen Silva en Bellavista, Galería de Arte La Ventana Cemicual, Santiago, Chile.
- 2006 Esto es Pasión, Hall Central del diario La Nación, Santiago, Chile. Bodega de Dardignac, Santiago, Chile.
- 2007 El Ultraje a los Sentidos y a la Razón, El Observatorio de Lastarria, Santiago, Chile.
- 2009 Humanidad, Pinturas y Dibujos de Carmen Silva, Centro de Extensión de la Universidad Católica, Santiago, Chile.